# Oxelaëre
Oxelaëre é uma comuna francesa na região administrativa de Altos da França, no departamento do Norte. Estende-se por uma área de 4.72 km². Em 2010 a comuna tinha 522 habitantes (densidade: 110,6 hab./km²).